# Kingdom Hearts (serie)
Kingdom Hearts (キングダムハーツ Kingudamu Hātsu?) es una serie de videojuegos, perteneciente al género de juegos de rol de acción, desarrollado y publicado por Square Enix. 
Surge de la colaboración de Square Enix y The Walt Disney Company, bajo la dirección de Tetsuya Nomura, diseñador de larga trayectoria en Square Enix. Kingdom Hearts es un crossover de varias producciones de Disney y otros títulos de Square Enix como la serie Final Fantasy, pero siendo adaptados al universo del juego, interactuando unos con otros y con los personajes originales de los juegos. La serie se centra en el viaje del personaje principal, Sora, en el cual recorre varios mundos ya sean originales del juego o basados en escenarios de películas de Disney.
La mayoría de los juegos han sido bien recibidos por la crítica y han tenido un gran éxito comercial, aunque cada título ha tenido diferentes niveles de éxito. En septiembre de 2008, la serie Kingdom Hearts ya había vendido más de 12 millones de copias en todo el mundo, con 2 millones de copias en las regiones PAL, 3 millones de copias en Japón, y 5,6 millones de copias en Norteamérica. 
Además una gran variedad de mercancía ha sido puesta a la venta junto con los juegos en donde se incluyen bandas sonoras, figuras de acción, libros, juegos de cartas, entre otros. Además los juegos han sido adaptados a mangas y a una serie de novelas.

## Títulos
La serie consta de diez juegos: tres juegos principales desarrollados por Square Enix, siendo el primero de la serie de Squaresoft antes de su fusión con Enix, una versión expandida de Kingdom Hearts y Kingdom Hearts II, una nueva versión para PlayStation 2 del juego de Game Boy Advance, Kingdom Hearts: Chain of Memories, siendo titulado como Kingdom Hearts Re:Chain of Memories, y un juego V CAST para telefonía móvil desarrollado por Superscape. Otro juego de telefonía móvil se desarrolló por Square Enix, mientras que el juego creado para Nintendo DS se ha desarrollado en cooperación con h.a.n.d. El segundo juego de telefonía móvil solo se ha lanzado en Japón, aunque hay planes para lanzarlo en otros territorios. Los tres juegos principales fueron lanzados por orden cronológico, en cada nuevo título se seguían los acontecimientos del título anterior, mientras que el juego de V CAST se desarrolló de forma independiente a la serie principal. La última entrega titulada Kingdom Hearts 3D: Dream Drop Distance fue desarrollada por Square Enix para la Nintendo 3DS.

### Juegos principales
- Kingdom Hearts es el primer juego de la serie, y fue lanzado en Japón el 28 de marzo de 2002 para PlayStation 2. Esta era la primera vez que Nomura ocupaba el puesto de director en un juego. En este juego se introdujeron la mayoría de los personajes principales de la serie y se estableció la trama de los corazones y los seres oscuros conocidos como "Sincorazón" (Heartless). Asimismo, se estableció el papel de los personajes de Disney en la serie, con apariciones de personajes de Final Fantasy y demás sagas de Squaresoft (actualmente Square Enix). Kingdom Hearts fue lanzado en Norteamérica el 17 de septiembre de 2002 y en Europa el 28 de noviembre de 2002, estas versiones incluían contenido adicional que no estaban en la versión original japonesa. El juego fue posteriormente reeditado exclusivamente en Japón llevando el título de Kingdom Hearts Final Mix, fue lanzado el 26 de diciembre de 2002 e incluía el mismo contenido de la versión americana, agregándole enemigos adicionales, escenas que habían sido cortadas y nuevas armas. También se cambiaron los colores de los Sincorazón y se cambió el audio japonés por el inglés. Se encuentra entre los 100 videojuegos más vendidos, superando las 5 millones de copias vendidas.
- Kingdom Hearts: Chain of Memories es el segundo juego de la serie. Fue lanzado en la Game Boy Advance en Japón el 11 de noviembre de 2004, en Norteamérica el 7 de diciembre de 2004 y en Europa el 6 de mayo de 2005. Chain of Memories es un título ubicado entre los dos títulos de PlayStation 2. Siendo una secuela directa del primer juego. Sora, Goofy y Donald buscan al Rey Mickey y a Riku por lo que siguiendo a Pluto llegan a un castillo, donde vivirán un dilema acerca de conservar sus recuerdos, y además conocerán a la Organización XIII. El modo de juego se basa en un sistema de cartas, con cada carta el jugador puede realizan una acción, como atacar o usar la magia. Cada carta que se usa desaparece y luego tiene que "recargarse" la baraja, la cual a medida que se usa tarda más. Fue lanzada una nueva versión del juego para PlayStation 2 titulado Kingdom Hearts Re:Chain of Memories, que fue lanzado en Japón como un segundo disco empaquetado junto con Kingdom Hearts II Final Mix en el pack Kingdom Hearts II Final Mix+ el 29 de marzo de 2007. La nueva versión fue lanzada como un título independiente en Norteamérica el 2 de diciembre de 2008.
- Kingdom Hearts II es el tercer juego de la serie, se establece un año después de los eventos ocurridos en Chain of Memories. Fue lanzado en Japón el 22 de diciembre de 2005, en Norteamérica el 28 de marzo de 2006 y en Europa el 29 de septiembre de 2006 para PlayStation 2. En el juego se sigue estudiando el concepto del “corazón”, agregándose como enemigos a los Incorpóreos (Nobodies). El modo de juego es similar al del primer Kingdom Hearts con la adición de más opciones para atacar a los enemigos y el comando de reacción, el cual utiliza el botón triángulo para llevar a cabo acciones contextuales en la batalla y la interacción con los personajes y el medio ambiente. Este también fue reeditado como Kingdom Hearts II Final Mix, con más contenido que en la versión original, como escenas adicionales y nuevos jefes. También se cambió el audio japonés por el inglés, pero se añadió un modo teatro donde podían ser escuchados en ambos idiomas, solo que el audio inglés no se pudo introducir para los nuevos vídeos. Kingdom Hearts II Final Mix. fue lanzado junto con Kingdom Hearts Re:Chain of Memories, una adaptación de Chain of Memories para la PlayStation 2, que contiene gráficos poligonales en lugar de los sprites utilizados en el juego original de Game Boy Advance. Esta colección se titula Kingdom Hearts II Final Mix+ y fue lanzada en Japón el 29 de marzo de 2007.
- Kingdom Hearts 358/2 Days es el cuarto título de la serie para el Nintendo DS y fue lanzado en Japón el 30 de mayo de 2009, en Norteamérica el 29 de septiembre de 2009 y en Europa el 9 de octubre de 2009. La historia del juego se sitúa paralelamente entre el final de Kingdom Hearts y Kingdom Hearts: Chain of Memories y conecta directamente al principio de Kingdom Hearts II. La trama gira alrededor de la vida de Roxas en la Organización XIII, los motivos que se dieron para abandonarla y perseguir las respuestas que contestan a la pregunta de su existencia. Se anunció por primera vez en el Tokyo Game Show 2007. Es el primer juego de la saga en incluir un modo multijugador.
- Kingdom Hearts coded es el sexto título de la saga, siendo originalmente un juego de puzle para móviles japoneses que se compra por episodios. Posteriormente una versión completa para Nintendo DS fue lanzada internacionalmente como Kingdom Hearts Re:coded. Llegando el 7 de octubre de 2010 a Japón, el 11 de enero de 2011 a Norteamérica y el 14 de enero de 2011 en Europa. Re:coded fue anunciado en el E3 2010 junto con Kingdom Hearts 3D. El juego se desarrolla después de los eventos ocurridos en Kingdom Hearts II, luego de encontrar un extraño mensaje en el diario de Pepito Grillo "debemos volver y librarlos de su dolor". Pepito junto con el Rey Mickey convierten el diario en datos para descubrir el significado del mensaje, para lo cual crean una copia digital de Sora para que se adentre dentro del diario.
- Kingdom Hearts Birth by Sleep es el quinto título de la serie, lanzado para la PSP en Japón el 9 de enero de 2010, en Norteamérica el 7 de septiembre de 2010 y en Europa el 10 de septiembre de 2010. El juego se desarrolla diez años antes de los acontecimientos del primer Kingdom Hearts. El juego consta de tres escenarios distintos centrado en cada uno de los tres protagonistas: Terra, Ventus y Aqua, que son aprendices del Maestro Eraqus. La trama narra la búsqueda del desaparecido Maestro Xehanort, aunque cada personaje viaja por separado, encontrándose por el camino para revelar el origen de Xehanort. Los hechos ocurridos durante este juego son la base de todo lo ocurrido posteriormente en el primer Kingdom Hearts. Posteriormente salió a la venta la versión Kingdom Hearts Birth by Sleep Final Mix.
- Kingdom Hearts 3D: Dream Drop Distance es el séptimo título de la saga, para la plataforma Nintendo 3DS. Lanzado el 29 de marzo de 2012 en Japón, el 20 de julio en Europa y el 31 julio en Norteamérica. Fue anunciado junto a la consola y Re:coded en el E3 2010. Trata de los acontecimientos directos tras descubrir el mensaje del diario en Coded, lo que causó que Mickey mandara una carta a Sora, Riku y Kairi (la misma que reciben en Kingdom Hearts II). Yen Sid considera que es urgente que Sora y Riku tomen el examen para convertirse en maestros de llave espada. Por lo que en el juego, el examen es que ambos deben introducirse en el mundo de los sueños, un lugar con el tiempo distorsionado hasta antes de lo ocurrido en el primer juego. Donde Sora y Riku rejuvenecerán y deberán despertar a los mundos que no fueron afectados en el primer Kingdom Hearts. El juego cuenta con una demo en la eShop de la Nintendo 3DS y es compatible con el accesorio Circle Pad Pro. Es también el único juego de la serie en incluir en su historia personajes de Square Enix que no son de Final Fantasy. Estos personajes son provenientes del juego The World Ends With You, juego de Nintendo DS creado por el mismo Tetsuya Nomura.
- Kingdom Hearts χ
- Kingdom Hearts III es el octavo título de la saga y estará disponible para las plataformas PlayStation 4 y Xbox One, con fecha de lanzamiento el 29 de enero de 2019.[1] Fue anunciado oficialmente en el E3 2013.[2]
- Kingdom Hearts: Melody of Memory

#### Futuros títulos
- Kingdom Hearts IV: Aunque Kingdom Hearts III finalizó la "Saga del Buscador de Oscuridad" la cual giraba en torno al personaje de Xehanort, se había decidido dónde terminan ciertos personajes para continuar potencialmente sus historias en juegos futuros.[3] En abril de 2022, Square Enix reveló que "Kingdom Hearts IV" estaba en desarrollo, confirmando que Sora, Donald y Goofy regresarían y que el juego estaría ambientado en Quadratum, un mundo realista inspirado en Tokio. Kingdom Hearts IV será el comienzo del "Arco del Maestro Perdido".[4] En mayo de 2025, se informó que el juego seguía en continuo desarrollo.[5]

### Otros títulos
- Kingdom Hearts V CAST es un juego de Kingdom Hearts desarrollado exclusivamente para el servicio de banda ancha V CAST, el cual fue lanzado el 1 de octubre de 2004 en Japón y el 4 de febrero de 2005 en Norteamérica. El juego fue desarrollado por Superscape y publicado por Disney Mobile, sin la participación de Square Enix. Las características del juego son similares al Kingdom Hearts original pero modificado para los teléfonos móviles. La primera sección comienza con el protagonista de Kingdom Hearts, Sora, el cual se encuentra náufrago en una isla y ha perdido a sus amigos. Sora tiene que encontrar la manera de cómo escapar de la isla y así reunirse con Donald y Goofy. El juego tuvo críticas mixtas, por un lado se criticaba que sus controles eran torpes y disponibilidad limitada, sin embargo fue elogiado por su atractivo visual; GameSpot reseñó: “Sora fue muy buen detallado y bien animado”, y felicitó a los entornos 3D.[6]
- Kingdom Hearts Mobile es una comunidad en línea basada en la creación de redes sociales de juego, fue lanzado en Japón por la compañía de teléfonos móvil NTT DoCoMo el 15 de diciembre de 2008. Se trata de una plataforma en línea donde los jugadores podían controlar los avatares para socializar con otros jugadores y jugar minijuegos juntos. A diferencia de Kingdom Hearts para el V CAST y Kingdom Hearts coded, Kingdom Hearts Mobile no tiene una historia y se centra en la socialización y minijuegos, ya que es más un servicio que un juego. El servicio está en relación con Kingdom Hearts coded, ya que cada vez que un jugador termina un capítulo desbloquea un nuevo traje para los avatares en Kingdom Hearts Mobile. También se puede descargar mercancía relacionada con Kingdom Hearts, tales como fondos de pantallas, tonos de llamada, y otros artículos.

### Juegos cancelados
- Kingdom Hearts: Fragmented Keys fue trabajado brevemente en 2013, pero finalmente se canceló antes de anunciarse. El arte conceptual del juego se descubrió más tarde en 2015, revelando que habría presentado la Estación Central de Juegos de Wreck-It Ralph como el centro neurálgico, a través del cual el jugador accedería a mundos nuevos y recurrentes basados en películas como Aladdin, Frozen y Star Wars.[7][8]
- Kingdom Hearts Missing-Link fue revelado en abril de 2022 por Square Enix en proceso de desarrollo para dispositivos iOS y Android. La trama estaba ambientado en Scala ad Caelum entre los eventos de Union X y Dark Road. Se lanzó una versión beta cerrada en el invierno de 2022.[9] El 14 de mayo de 2025, Square Enix anunció que el juego fue cancelado.[10][11][12][13][14]

### Otros medios
Existen varias versiones de los juegos principales de Kingdom Hearts. Cada uno de ellos tuvo un lanzamiento en Japón, Norteamérica y Europa, los títulos también fueron relanzados con nuevos contenidos. Tanto de Square Enix como de Disney se han lanzado numerosos tipos de mercancías tanto antes y después del lanzamiento de cada uno de los juegos. La mercancía varía entre juguetes y figuras hasta prendas de vestir y joyería. Dos de los juegos, Kingdom Hearts y Kingdom Hearts II, tuvieron su propia Banda Sonora siendo lanzada poco después de los juegos. También existe un juego de cartas coleccionables de la empresa Tomy de Japón. La versión en inglés de estas cartas fue lanzada en 2007 por Fantasy Flight Games. También existe una adaptación a manga y novela de los juegos. Sin embargo, se puede observar una curiosa ausencia de mercancía de Kingdom Hearts en cualquier parque temático de Disney o en sus almacenes.
Como con los juegos de Final Fantasy, una serie de libros Ultimania fueron lanzados en Japón para los tres juegos principales. Existen seis libros, que incluyen tutoriales de los juegos, entrevistas e información adicional de los desarrolladores. Junto con Kingdom Hearts II Final Mix+ también se incluyó Kingdom Hearts –Another Report–, un libro de tapa dura que incluye información sobre el juego, los visuales de Shiro Amano, y una entrevista con el director. En Norteamérica Brady Games lanzó guía de estrategias para cada juego. Para Kingdom Hearts II se lanzaron dos versiones, una versión estándar y una versión de edición limitada, la cual estaba disponible con cuatro portadas diferentes e incluía una copia del Diario de Pepito, junto con 400 stickers.

#### Adaptaciones impresas

##### Manga
Un manga basado en la historia de Kingdom Hearts fue lanzado en Japón y en España publicándose por Planeta DeAgostini. La historia y los dibujos fueron realizados por Shiro Amano. La historia sigue los acontecimientos que tuvieron lugar en los videojuegos con algunas diferencias, teniendo en cuenta que se pierde la interactividad que proporciona el juego. El manga fue originalmente serializado en Japón por la revista mensual de Square Enix, Monthly Shōnen Gangan, y luego fueron lanzados en formato de tankōbon. El primero se lanzó en Japón en octubre de 2003. El manga fue lanzado en Estados Unidos por Tokyopop dos años más tarde. Se dividió en cuatro series de mangas basadas en Kingdom Hearts, Kingdom Hearts: Chain of Memories, Kingdom Hearts II y Kingdom Hearts 358/2 Days, estas dos últimas todavía siendo serializadas. La primera serie, Kingdom Hearts, se dividió en cuatro volúmenes, mientras que la segunda serie, Kingdom Hearts: Chain of Memories, se dividió en dos volúmenes. La tercera serie, Kingdom Hearts II, se está serializando, y la cuarta serie, Kingdom Hearts 358/2 Days, lleva poco tiempo de haber comenzado.

##### Novela Ligera
También existen una serie de novelas, escritas por Tomoc Kanemaki e ilustradas por Shiro Amano. Al igual que la serie de manga, se dividen en series separadas basándose en cada uno de los juegos. Kingdom Hearts se divide en dos volúmenes. Kingdom Hearts: Chain of Memories se divide en tres volúmenes. Kingdom Hearts II se divide en cuatro volúmenes

## Elementos comunes

### Personajes de Disney y Square Enix
Kingdom Hearts consta con una mezcla de personajes conocidos de Disney y Final Fantasy, así como varios personajes nuevos creados y diseñados por Nomura. Aunque la serie cuenta con lugares únicos de la franquicia Kingdom Hearts, los mundos de las películas de Disney son los más explorados a través del juego. Sora debe visitar estos mundos e interactuar con los populares personajes de Disney para protegerlos de los enemigos, acompañado de Donald y Goofy. A menudo, las acciones en estos mundos siguen de cerca las historias de sus respectivas películas de Disney con ligeros cambios para la adaptación del juego, y en algunos mundos se da el caso de que el jugador tiene la posibilidad de unir a su equipo a unos de los personajes de ese respectivo mundo (Hasta ahora, el Coliseo del Olimpo es el único con personajes de Final Fantasy). Los personajes principales no tratan de interferir en los asuntos de otros mundos, ya que esto puede afectar negativamente el orden del universo. Los Moguri, pequeñas criaturas de la serie Final Fantasy, son otros personajes comúnmente conseguido en los juegos. Ellos proporcionan al jugador un taller que funciona con el fin de crear objetos de uso en el juego.
Otros personajes de FF son Squall de FFVIII (aquí llamado Leon, por su apellido Leonheart), Cloud de FFVII y algunos de los amigos de Sora: Selphie (FFVIII), Tidus y Wakka (ambos de FFX). El juego de Nintendo 3DS introduce por primera vez personajes de Square-Enix no provenientes de Final Fantasy, siendo estos del juego The World Ends With You. Esto ha dado hincapié a varios rumores que dictan que para la tercera entrega se introduzcan más personajes de la compañía japonesa. Sin embargo, nada de eso sucedió, ya que en la tercera entrega se eliminó todo rastro de los personajes de la saga Final Fantasy y The World Ends With You.

### Mundos
En el juego existen muchos mundos de personajes tanto de producciones de Disney como de la serie de videojuegos Final Fantasy. Sora y sus amigos, Donald y Goofy, deben visitarlos e interactuar y luchar junto a los personajes principales de cada mundo. Los mundos cambian en cada juego, apareciendo en las etregas tanto mundos aparecidos en títulos anteriores como mundos nuevos.

### Historia
Los juegos principales de Kingdom Hearts se centran en las aventuras de Sora y sus amigos, Kairi y Riku. 
En el primer juego se muestra como Sora se separa de sus amigos cuando su mundo, Isla del Destino (Destiny Island), es invadida por unas criaturas conocidas como los Sincorazón (Heartless). Durante la invasión, Kairi desaparece sin dejar rastro y Riku, diciendo que no le temía a la oscuridad, desaparece también en una nube de oscuridad.  Sora obtiene un arma para poder luchar con los Heartless, conocida como la Llave-espada (Keyblade). Poco después despierta en Ciudad de Paso (Traverse Town), donde conoce al Pato Donald y Goofy, dos emisarios del Castillo Disney (Disney Castle) quienes tienen la misión de buscar al portador de la “llave” y también encontrar al desaparecido Rey Mickey. Unidos los tres viajan a través de distintos mundos del universo de Disney, con la finalidad de cerrar los corazones de los mundos para evitar que sean invadidos por los Sincorazón. En el camino, se encuentran con un grupo de villanos de Disney, dirigidos por Maléfica, quienes controlan a los Sincorazón. Además de esto, Sora se entera de que Riku ha seguido los pasos de Maléfica convencido de que a Sora no le importa el destino de Kairi, por lo que decide entregarse a la oscuridad con la meta de encontrar la forma de salvar a su amiga. A pesar de que derrotan a Maléfica, los tres descubren que el verdadero enemigo es un hombre llamado Ansem. El plan de Ansem es abrir la puerta a “Kingdom Hearts”, con la esperanza de alcanzar la oscuridad eterna. Para eso necesitaba los corazones de las siete princesas del corazón, una de ellas Kairi. Pero esta no ha perdido su corazón. Es entonces cuando Sora descubre que el corazón de Kairi siempre estuvo en su interior, acompañándolo. Para poder liberarla, él mismo libera su propio corazón, convirtiéndose en un Sincorazón (Heartless). Finalmente el amor de Kairi le devuelve su forma humana y su corazón. Sora, Donald y Goofy enfrentan a Ansem tratando de detenerlo y de salvar a Riku quien ha sido poseído por Ansem. Luego de derrotar a Ansem, cierran la puerta con la ayuda de Riku y el Rey Mickey quienes, para cerrarla con éxito, se quedan al otro lado de ésta.
En el segundo juego (Chain of Memories), después de sellar la puerta a Kingdom Hearts, los tres comienzan a buscar a Riku y al Rey Mickey, llegando a una misteriosa fortaleza llamada Castillo del Olvido (Castle Oblivion). Al entrar al castillo, Sora, Donald, Goofy y Pepito Grillo empiezan a perder sus memorias. Dentro del castillo también conocen a un grupo de villanos encapuchados, quienes se hacen llamar La Organización XIII. En el castillo, Sora se entera de que sus recuerdos han sido manipulados y modificados por Naminé, (la incorpóreo de Kairi) una bruja capaz de manipular los recuerdos de otros y quien estaba secuestrada por La Organización XIII. Naminé les cuenta un método para recuperar sus recuerdos, sin embargo, el método consiste en que Sora, Donald, Goofy y Pepito Grillo deben permanecer dormidos durante un año para que Naminé pueda volver conectar las verdaderas cadenas de recuerdos de todo el grupo y deshacer las falsas. Además perderán todo recuerdo de lo ocurrido en el castillo. Al mismo tiempo, Riku se encuentra en el sótano del castillo y comienza a subir por el castillo, con ayuda del Rey Mickey, siguiendo el rumor de que Sora también se hallaba en el castillo pero más arriba. Durante su estancia en el castillo, Riku deberá luchar contra varios miembros de La Organización y con la oscuridad dentro de su corazón, aprendiendo a aceptar su naturaleza dual entre la luz y la oscuridad. Riku se une al misterioso DiZ, para ayudar a que Sora recupere sus recuerdos. Sin embargo, existe un inconveniente en el plan lo que obliga a Riku a buscar y enfrentarse al décimo tercero miembro de la Organización para poder despertar a Sora.
En Kingdom hearts II, siete días después del éxito de Riku; Sora, Donald, Goofy y Pepito Grillo despiertan en Villa Crepúsculo (Twilight Town), sin recordar nada de lo ocurrido en el Castillo del Olvido, y reanudan la búsqueda de Riku y el Rey Mickey. Ellos se enteran de la existencia de los Incorpóreos (Nobodies) y conocen a los líderes de estos, la Organización XIII. Además Maléfica revive y se alía junto a Pete, otro villano de Disney, para encontrar una nueva base de operaciones antes de reanudar su búsqueda de poder y venganza contra Sora. Una vez más Sora viajara por varios mundos de Disney, resolviendo los problemas no solo causados por Maléfica y Pete, sino también por la Organización XIII, cuyos miembros se refieren a él como “Roxas”. Mientras tanto, Kairi es secuestrada por la Organización XIII. Sora se logra reunir con el Rey Mickey, que revela que el “Ansem” que Sora derrotó es en realidad el Sincorazón de Xehanort, un estudiante del verdadero Ansem El Sabio, alias DiZ. Xemnas, el líder de la Organización XIII, se revela como ser el Incorpóreo de Xehanort. Sora y compañía llegan a la sede de la Organización XIII, con la entrada a Kingdom Hearts sobre sus cabezas, logrando derrotar a todos los miembros de la Organización XIII, Sora logra reunirse con Kairi y Riku, este último le revela a Sora que Sora también tiene un Incorpóreo llamado Roxas, creado en el momento en el que el propio Sora se convierte en Sincorazón. Riku para poder capturarlo tuvo que asumir la forma de Ansem (el sincorazon de Xehanort) para poder así integrar a Roxas de nuevo a su cuerpo. Mientras esto ocurría, el Rey Mickey consigue a DiZ, quien realmente es Ansem El Sabio, tiene un dispositivo para digitalizar el poder de “Kingdom Hearts”, pero una sobrecarga del sistema hace que la máquina explote con Ansem. En la parte superior del castillo Sora y sus amigos batallan contra Xemnas, quien utiliza los restos de Kingdom Hearts para luchar contra ellos. Incapaz de aceptar su derrota Xemnas separa a Sora y Riku de los otros para luchar contra ellos en una batalla final que termina con su muerte. Aunque Sora y Riku quedan atrapados en el otro lado son incapaces de volver a su mundo, sin embargo gracias a una carta de Kairi, Sora logra abrir una puerta y llegan a las Islas del Destino.

## Desarrollo

### Historia

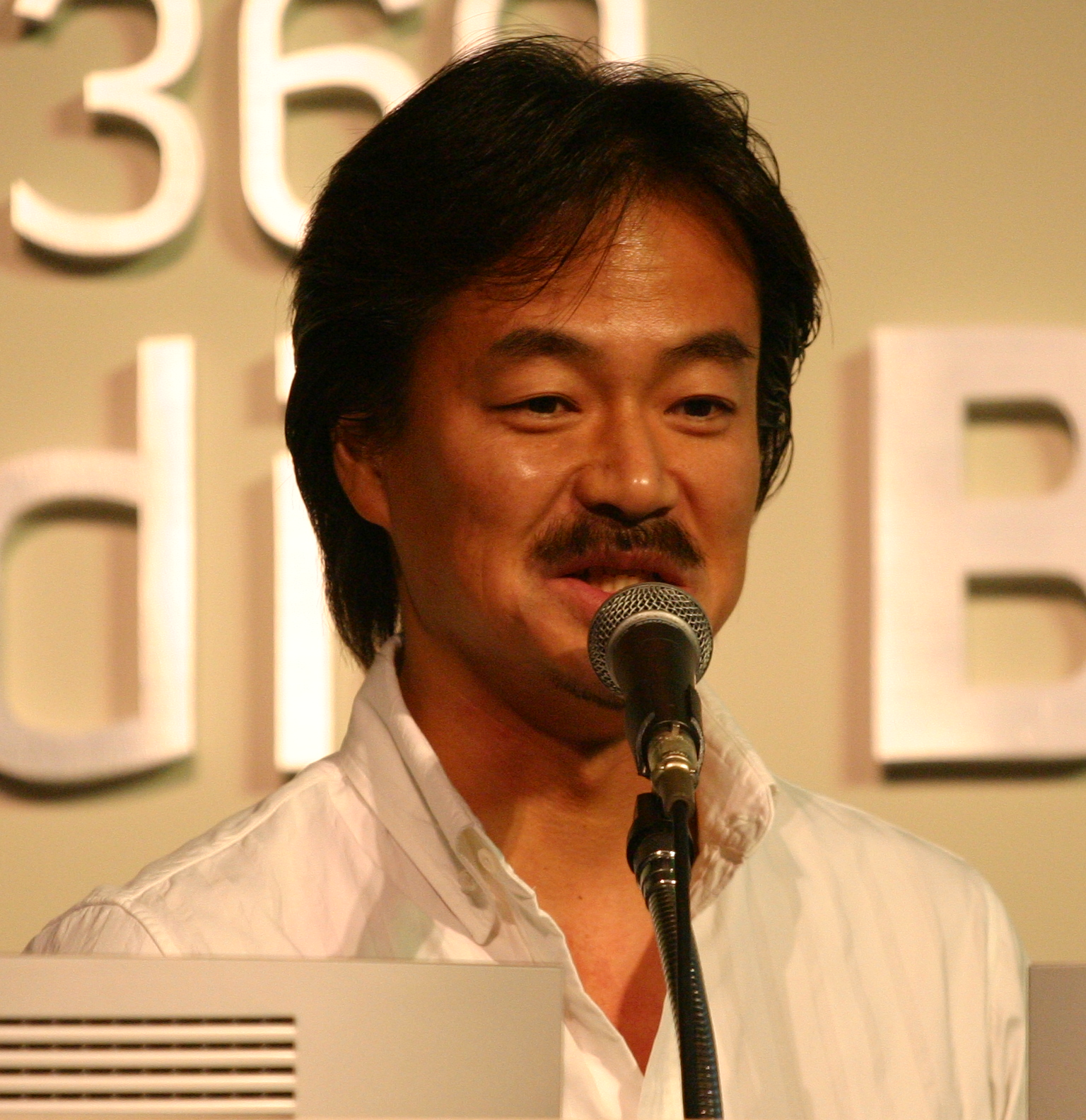
Hironobu Sakaguchi, productor ejecutivo de la saga.

El primer juego de Kingdom Hearts comenzó a desarrollarse en febrero del año 2000. Fue dirigido por Tetsuya Nomura y producido por Shinji que había concebido la idea cuando se reunió con un ejecutivo de Disney por casualidad en un ascensor; Square y Disney habían trabajado anteriormente en el mismo edificio en Japón. Mientras que Nomura había realizado un trabajo anterior en la serie Final Fantasy como director gráfico y diseñador de los monstruos, no obtuvo un amplio reconocimiento hasta que fue el diseñador del personaje principal de Final Fantasy VII. Kingdom Hearts marcó su transición hacia la posición de director en un juego, aunque también trabajó como diseñador de personajes del juego. Los escenarios fueron proporcionados por Kazushige Nojima, quien era creador de escenarios en Square desde Final Fantasy VII hasta su retiro en 2003. Originalmente se tenía planeado desarrollar un juego de una trama simple para el público infantil al cual estaba dirigido Disney. Después el productor ejecutivo de Kingdom Hearts, Hironobu Sakaguchi le comentó a Nomura, que el juego sería un fracaso si no tenía como objetivo tener el mismo nivel que la serie Final Fantasy, comenzando así a desarrollarse la historia.
Nomura coloco un tráiler secreto en el primer juego de Kingdom Hearts, con la esperanza de que los aficionados esperaran una secuela. Ya que no estaba seguro si los aficionados querían un segundo juego y opinó que si no lo querían, entonces sería mejor dejar ciertos acontecimientos en el primer juego sin explicar. Después de que se completara Kingdom Hearts Final Mix, se comenzó con el desarrollo de Kingdom Hearts II. Había varios obstáculos antes de comenzar a crear la secuela. Uno de ellos era que el equipo de desarrollo querían mostrar más de Mickey Mouse, ya que la inclusión de Mickey en el primer juego se limitaba a un papel muy pequeño. Además, Nomura tenía planeado que la secuela debía de tener lugar un año después de la primera y originalmente se tenía planeado dejar los eventos ocurridos en ese año sin ser explicados. Así surgió la idea de Kingdom Hearts: Chain of Memories, para funcionar como puente entre ambas historias. Nomura dudo en lanzar un juego en el Game Boy Advance porque sentía que los gráficos 3D del juego original no se podían llevar al 2D. Su cambio de opinión se dio después de escuchar que los niños querían jugar al Kingdom Hearts en un sistema portátil.

### Creación y diseño
Aunque Disney le dio total libertad a Nomura en el diseño de los personajes y mundos utilizados para el juego, él y su personal trataron de mantenerse dentro de los papeles tradicionales de los personajes y los límites que tenían en cada uno de sus mundos. Nomura declaró que aunque muchos de los personajes de Disney no son normalmente oscuros y serios, no hubo muchos problemas para hacerlos parte de la historia, ya que a pesar de ello, sus personalidades brillan debido a que mantienen sus propias características. También consideró que la gestión y el manejo de múltiples mundos, fue algo problemático. Cuando decidieron que mundos incluir en el juego, el equipo de desarrollo tuvo en cuenta que personajes de Disney serían interesantes e hicieron un esfuerzo para minimizar el aspecto general de cada mundo.
La inclusión de determinados personajes de Final Fantasy se basó en las opiniones de los aficionados y el personal de trabajo. Otro criterio para la inclusión fue que el personal de desarrollo opinaba que los personajes encajaban en la trama y universo de Kingdom Hearts. En un principio, Nomura estaba reacio a utilizar personajes que él no había diseñado, ya que no estaba familiarizado con el trasfondo de tales personajes. Para Kingdom Hearts II, cambio de opinión después de recibir la presión de su personal. Durante el desarrollo del juego, Nomura ha dejado sin explicación ciertos acontecimientos y conexiones entre los personajes hasta el lanzamiento de futuros juegos. Nomura lo hace porque siente que los juegos deben dejar un espacio a los aficionados para especular y usar su imaginación. Él afirma que con la especulación, a pesar de que un juego se hace viejo, la gente todavía es feliz jugándolos.

### Promoción
El primer Kingdom Hearts fue anunciado en el E3 en mayo del 2001. Se dieron los primeros detalles en los cuales anunciaban que sería una colaboración entre Square y Disney Interactive, y que fusionaban mundos desarrollados por las empresas con personajes de Disney. Además se nombraron a los nuevos personajes que fueron diseñados por Nomura, los cuales son Sora, Riku, Kairi y los Sincorazón. El 14 de mayo de 2002, un comunicado de prensa anunció una lista de los actores que darían voz a la versión en inglés. La lista incluía a Haley Joel Osment, David Gallagher, y Hayden Panettiere como los tres nuevos personajes introducidos en el juego. También se anunció que muchos de los personajes de Disney tendrían la voz oficial de sus respectivas películas.
Un tráiler secreto en el primer Kingdom Hearts y en Kingdom Hearts Final Mix insinuó la posibilidad de una secuela. Los rumores de la secuela en la consola de PlayStation 2 fueron estimulados en Japón, cuando el sitio japonés de videojuegos, Quiter, declaró que “una fuente interna (y anónima) dentro de Square en Japón”, confirmó que el desarrollo de Kingdom Hearts II había comenzado. Estos rumores no se confirmaron oficialmente hasta que se anunció Kingdom Hearts II y Kingdom Hearts: Chain of Memories, en el Tokyo Game Show en septiembre del 2003. Los detalles iniciales era que Kingdom Hearts II tendría lugar algún tiempo después de Kingdom Hearts: Chain of Memories, que tiene lugar inmediatamente después del primer juego. Otros detalles incluían la reaparición de Sora, Donald y Goofy, así como trajes nuevos. En el E3 del 2004, durante la conferencia de prensa de Square Enix, el productor, Shinji Hashimoto, afirmó que muchos misterios del primer juego serían desvelados.
Para ayudar a comercializar los juegos, fueron creados sitios web para cada uno en donde se mostraban videos de los demos exhibidos en eventos. Cada uno de los juegos principales fueron relanzados en Japón, con contenido adicional y con actualizaciones canonícas de la serie. El contenido adicional anunciaba nuevos elementos introducidos a la trama de la serie. El relanzamiento de los juegos principales tenían la expresión “Final Mix” añadida al título del juego, mientras que Kingdom Hearts: Chain of Memories fue reeditado como Kingdom Hearts Re: Chain of Memories y lanzado en PlayStation 2 con gráficos 3D, locuciones durante algunas escenas y nuevo contenido de juego.

### Diferencias en la distribución
Los diferentes títulos de la saga se han diferenciado en sus ediciones japonesas y norteamericanas, principalmente en los títulos más relevantes de la saga. En Japón, tras el lanzamiento de Kingdom Hearts, Kingdom Hearts II y Kingdom Hearts Birth by Sleep, dichos títulos se reeditaron en las llamadas ediciones "Final Mix", con escenas ampliadas, nuevos enemigos, nuevas armas... Para estas reediciones se optó por mantener el doblaje inglés para el contenido anteriormente presente y el japonés para las nuevas escenas. Las ediciones Final Mix se mantuvieron inéditas en Norteamérica y Europa hasta los lanzamientos de los recopilatorios Kingdom Hearts HD 1.5 ReMIX y Kingdom Hearts HD 2.5 ReMIX.
Tanto en Norteamérica como Japón el lanzamiento de Kingdom Hearts II estuvo acompañado de la aparición de Kingdom Hearts Re: Chain of Memories, mientras que en Europa ese título no fue jugable hasta Kingdom Hearts HD 1.5 ReMIX. Asimismo, con la salida al mercado de Kingdom Hearts II Final Mix se incluyó (si se adquiría el juego por reserva) un libro titulado Another Report's Secret Report XIII que incluía cierta información sobre títulos futuros y el universo planteado en la serie, así como una historia del personaje de Roxas.
La mayoría de videojuegos de la saga presentan diferencias significativas en contenido en cuanto a las ediciones niponas y norteamericana/europea. En primer lugar cabe a resaltar que todas las cinemáticas y secuencias son diferentes. A fin de presentar un mayor realismo en observación al doblaje, los personajes mueven la boca de modo diferente, lo que influye en la forma y duración de las escenas. Las más significativas son las diferencias de contenido y presentación en sí, realizadas para mantener una determinada calificación por edades en Kingdom Hearts II: la Hidra del mundo Coliseo del Olimpo libera sangre verde en Japón, mientras que en el resto del mundo desprende humo púrpura; la mira del francotirador de Xigbar remplazó su cruz original por tres círculos; el mismo personaje no combina sus armas para disparar en la edición, sino que dispara solo una; Axel moría originalmente consumido por las llamas de su ataque suicida, y no deshecho en humo negro como el resto de miembros de la Organización XIII; en una escena del Castillo Disney, Donald recibía una patada en el trasero en lugar de una discusión inaudible por parte de Daisy; cuando Will Turner amenaza con suicidarse sujeta la pistola cerca en lugar de apuntar a su cabeza; los piratas de Port Royal sujetan ballestas y no mosquetones, y no pueden salir ardiendo; en el mismo mundo, la última moneda de oro azteca está ligeramente bañada con sangre en Japón, y no limpia como en el resto de ediciones; también se editó la escena en la que Barbossa hiere de muerte a Jack Sparrow y su diálogo de "agradables mujeres" por "agradables compañías".
En agosto de 2014 se confirmó que estas diferencias se mantendrían en Australia en el lanzamiento de Kingdom Hearts HD 2.5 ReMIX.
Para Kingdom Hearts II se optimizó el código de juego para explotar las posibilidades de este en sistemas PAL. 

#### Localización y controversia
Como es natural, el idioma en que se presentan los videojuegos es diferente atendiendo a la edición que corresponda. Las ediciones más destacables son la japonesa, americana y europea, todas ellas con subtítulos en el idioma correspondiente, entendiéndose Europa como inglés, alemán, francés, castellano e italiano. Esto ha sido así con todos los juegos de la serie (exceptuando los que no llegaron a distribuirse más allá de Japón, lo que ocasionó el correspondiente descontento de los seguidores y aficionados), menos con Kingdom Hearts 3D: Dream Drop Distance, título que Square Enix optó por no traducir ni al castellano ni al italiano, originando así protestas por parte de los consumidores, campañas en línea para recoger firmas en contra de la medida, y la negativa de Nintendo de distribuir un juego contrario a su política de una localización mínima. La compañía no cambió de idea y recurrió a Koch Media para la distribución del título.
En cuanto al tema del doblaje, para todos los títulos de la saga se han grabado tanto uno en japonés (para Japón) y otro en inglés, siendo este último el más escuchado, pues es con el que se presentan la mayoría de títulos en el resto del mundo.
Algunos de los títulos principales han contado con doblajes regionales europeos. Kingdom Hearts se distribuyó con doblaje alemán y francés, los cuales a su vez estuvieron presentes en Kingdom Hearts II, junto con un doblaje castellano (el único en toda la serie).
Cuando estos títulos fueron reeditados en Kingdom Hearts HD 1.5 ReMIX y Kingdom Hearts HD 2.5 ReMIX, Square Enix dio a entender que los doblajes regionales europeos se mantendrían, aunque finalmente no fue así. En agosto de 2014, Meristation informó en primicia de una entrevista realizada al productor Tai Yasue, quien confirmó no se incluirían los doblajes en el segundo título recopilatorio alegando a que el material nuevo de las ediciones Final Mix no podría ser doblado, y el resultado de combinar doblaje y versión original en el título no era tan atractivo como mantener la homogeneidad del doblaje. Con la no inclusión del doblaje alemán en el primer recopilatorio, Square Enix pidió disculpas y afirmó su deseo de poder ofrecer Kingdom Hearts III localizado con doblaje. Teniendo en cuenta la línea de la compañía, es deducible que el título contaría con diálogos en francés y alemán, y posiblemente en castellano, siendo nuestro idioma el más cuestionable de todos.

## Sonido

### Música
La música de la serie de videojuegos fue principalmente compuesta por Yōko Shimomura. Kaoru Wada trabaja como arreglista de la música de orquesta en la serie de Kingdom Hearts, incluyendo versiones en orquesta de los temas principales y los temas finales. La música de orquesta en Kingdom Hearts fue interpretada por la New Japan Philharmonic Orchestra (Orquesta Filarmónica Nuevo Japón) y la Tokyo Philharmonic Orchestra (Orquesta Filarmónica de Tokio). Los soundtracks del primer y tercer juego fueron lanzados respectivamente después del lanzamiento de sus respectivos juegos. Un soundtrack recopilatorio fue lanzado después, en el cual se incluían nuevos temas que habían sido rediseñados para Kingdom Hearts Re: Chain of Memories.
Si bien varios de los temas de las películas de Disney fueron tomados directamente de sus respectivas películas, la mayoría de ellos tienen una partitura musical totalmente original. Además de los fondos de música de cada mundo, las batallas en cada uno también tienen un tema diferente. Varios de los villanos de Disney recibieron los temas basados en sus películas de origen, y el jefe final de cada juego tiene varios temas que se reproducen en diversas fases de la pelea. La pelea contra Sephiroth dispone de una versión modificada de “One-Winged Angel” de Final Fantasy VII por Nobuo Uematsu.
Los temas principales de los juegos de Kingdom Hearts fueron escritos e interpretados por la estrella del pop japonés, Utada Hikaru. Los dos temas principales son “Hikari”, de Kingdom Hearts, Chain of Memories y Birth by Sleep y “Passion”, de Kingdom Hearts II y 358/2 Days. Cada canción tiene una versión en inglés, “Simple and Clean” y “Sanctuary” respectivamente, este fue usado en la versión americana y europea. Utada fue la única cantante que Tetsuya Nomura tenía en la mente para la interpretación del primer tema. Esta fue la primera vez que Utada producía una canción para un videojuego. Ambos temas musicales alcanzaron notable popularidad en Japón. En el conteo semanal “Oricon”, “Hikari” alcanzó el número 1 en 2002 y “Passion” alcanzó el 4 en 2005.

### Voz
Los juegos de Kingdom Hearts cuentan con destacados actores conocidos de voz para la versión japonesa y la versión en inglés, y en el caso de Kingdom Hearts II, en la versión española. En la versión japonés aparecen Miyu Irino como Sora, Risa Uchida a Kairi, y Mamoru Miyano como Riku. En el tercer juego se introdujo a Kōki Uchiyama como Roxas, Iku Nakahara como Naminé, y Genzo Wakayama como DiZ. Otros actores de notable voz incluyen Kōichi Yamadera (Pato Donald, entre otros), Hideo Ishikawa (Leon), Maaya Sakamoto (Aerith Gainsborough), Takahiro Sakurai (Cloud), Takashi Aoyagi (Rey Mickey), Yū Shimaka (Goofy) y Shinichiro Miki (Aladdín).
El casting inglés de Kingdom Hearts presentaba un elenco de voces all-star entre ellos se incluyen a muchos actores que son las voces oficiales de los personajes de Disney, Wayne Allwine, Tony Anselmo, y Bill Farmer que son las voces de Mickey Mouse (hasta el 18 de mayo de 2009 ya que murió de diabetes), Donald y Goofy respectivamente. Varios actores de alto perfil prestaron sus voces a los personajes principales. En el primer juego Haley Joel Osment como Sora, David Gallagher a Riku y Hayden Panettiere a Kairi. En el tercer juego Kingdom Hearts II, los actores siguieron con su papel, y se añadieron Jesse McCartney como Roxas, Brittany Snow como Naminé, y Christopher Lee como Diz. Otros actores notables incluyen Sean Astin, Steve Burton (Cloud), Billy Zane (Xehanort), Will Friedle (Seifer Almasy|Seifer), Mandy Moore (Aerith), Ming-Na (Mulan), David Boreanaz (Leon, solo en Kingdom Hearts), y James Woods.
La versión española de Kingdom Hearts II se marca como el primer juego que Square Enix dobla totalmente en español. Dentro del casting español trataron de mantener en lo posible las voces originales de las películas de Disney en cuanto con el casting principal están Adolfo Moreno (Sora), Álvaro de Juan (Roxas), Cristina Yuste (Naminé), Blanca Hualde (Kairi) y Jorge Saudinos (Riku).
Una tendencia reciente vista en el casting de actores para las versiones portátiles de la serie, como Re: Chain of Memories y 358/2 Days, es incluir actores afiliados a Disney Channel. Los ejemplos incluyen a Alyson Stoner como Kairi/Xion y Meaghan Jette Martin como Naminé, ambas aparecieron en la película Camp Rock de Disney Channel. A diferencia de la versión japonesa que las voces son proporcionadas siempre por el mismo actor en la versión en inglés un personaje fue doblado por varias personas, Stoner y Martin sustituyen a Hayden Panettiere y a Brittany Snow en los papeles de Kairi y Naminé en Re: Chain of Memories. Aunque esto se debió a que los personajes no tienen una fuerte participación como en los juegos principales.

## Aceptación
La serie de Kingdom Hearts ha tenido un gran éxito tanto en la crítica como comercialmente, aunque cada título tuvo diferentes niveles de éxito. Para diciembre de 2005, la serie de Kingdom Hearts ya había logrado vender más de 8.5 millones de copias en todo el mundo. En septiembre de 2008, la serie rebasó los 12 millones de copias, con 2.0 millones de copias en región PAL, 3.0 millones de copias en Japón y 5.6 millones de copias en Norteamérica. Los tres juegos principales de la serie tuvieron ventas muy positivas al momento de sus lanzamientos. En los dos primeros meses desde el lanzamiento en Norteamérica de Kingdom Hearts, se convirtió en uno de los tres juegos con mayores ventas. Chain of Memories vendió 104.000 unidades en 48 horas en Japón, un récord para un juego de Game Boy Advance en ese tiempo. Sus altas ventas lo hicieron debutar como el juego más vendido en las listas japonesas. En el primer mes de su lanzamiento en Norteamérica se ubicó en el puesto 1 de la lista de los más vendidos para sistemas portátiles y en el puesto 6 para todas las consolas de la web GameSpot. En la primera semana del lanzamiento de Kingdom Hearts II, se lanzaron 1 millón de copias resultando vendidas casi 730.000. A finales de marzo de 2006, el NPD Group informó que Kingdom Hearts II fue el juego más vendido para las consolas en Norteamérica, con 614.000 copias. Al mes de su lanzamiento en Norteamérica, Kingdom Hearts II ya había logrado vender un estimado de 1 millón de copias.
Los juegos también han recibido altas calificaciones y comentarios positivos de los encuestados. Los tres juegos principales han obtenido una puntuación de 36/40 en la famosa revista de juegos japonesa Famitsu, conocida por tener las clasificaciones más duras de conseguir. Los cuatro juegos han sido elogiados por sus gráficos visuales. Game Informer, lo considera como la serie “Más jugable de PlayStation 2”. Los juegos individuales también han ganado varios premios. GameSpot comento que el concepto de mezclar los elementos fuertes de Final Fantasy con los elementos ligeros de Disney parecía imposible, pero esto fue demostrado bastante bien. Dándole a Kingdom Hearts el “Mejor Crossover desde Capcom vs SNK” en sus Premios a lo Mejor y lo Peor del año 2002. IGN nombró a Kingdom Hearts como “Mejor Estilo y Dirección Artística” en su lista de “Vistazo a los mejores juegos de PS2”. G4 lo galardonó con el premio “Mejor Historia” en sus G-Phoria Awards del 2003. Electronic Gaming Monthly otorgó a Kingdom Hearts II como la “Mejor Secuela” en el 2006. En Famitsu empató con Resident Evil 4 como “Juego del Año” en 2005. La serie de manga también ha sido bien recibida. Varios de los volúmenes del manga aparecieron en “Top 150 de los más vendidos” de USA Today’s, el volumen que llegó a la clasificación más alta fue el de Kingdom Hearts Volumen 4 alcanzando el puesto #73. Cada volumen permaneció en la lista por al menos dos semanas, a excepción del volumen 4 que permaneció por más de cuatro semanas.